# 식품안전정보원
식품안전정보원(食品安全情報院, National Food Safety Information Service)은 식품안전정보원은 2009년, 식품위생법에 따라 설립된 식품의약품안전처 산하의 기타공공기관이다. 설립목적인 식품안전관리 향상에 기여하기 위하여 식품안전정보 수집·분석·제공, 신고센터 운영 등을 통해 국민의 접점에서 고객지향의 정보서비스를 제공하고, 중장기적 관점의 연구과제 수행, 규제과학연구 및 규제영향평가 실시 등을 통해 근거기반의 정책대안을 제시하고 있으며, 식품이력추적관리제도, 통합식품안전정보망 운영 지원 등의 정보화 기반을 조성하였다. 서울특별시 중구 소공로 70, A동 12층,13층(충무로 1가, 포스트타워)에 위치하고 있다.

## 설립 근거
- 식품위생법 제67조(식품안전정보원의 설립)

## 주요기능 및 역할(식품위생법 제 68조)
- 국내외 식품안전정보의 수집·분석·제공
- 식품안전정책 수립을 지원하기 위한 조사·연구
- 식품안전정보 수집·분석, 식품이력추적관리 등을 위한 정보시스템의 구축·운영
- 식품이력추적관리의 등록 관리, 교육 홍보
- 식품위해정보의 공동 활용 및 대응을 위한 기관·단체·소비자 단체 등과의 협력 네트워크 구축·운영
- 소비자 식품안전 관련 신고의 안내·접수·상담 등을 위한 지원
- 그 밖에 식품안전정보원 및 식품이력추적관리에 관한 사항으로 식약처장이 정하는 사업

## 경영목표 및 전략
- 미션
  - 국가 식품안전정책을 지원하여 국민 식생활 안전에 이바지
- 비전
  - 식품안전 강국 실현을 위한 정보·정책연구 전문기관
- 전략목표 및 과제
  - 전략1. 고객지향의 정보서비스 제공
  - 전략2. 근거기반의 정책대안 제시
  - 전략3. 정보화기반 조성

## 연혁
- 2008년 7월 식품안전정보센터 설립ㆍ운영
- 2009년 7월 식품안전정보센터 개소
- 2012년 2월 식품안전정보원으로 명칭 변경[1]
- 2013년 1월 건강기능식품 부작용 신고 일원화 기관 지정
- 2013년 7월 불량식품 통합신고센터(1399) 설치
- 2016년 1월 기타공공기관 지정
- 2016년 2월 식품위생법 개정(제68조 정보원의 사업) 
  - 정보원의 사업에 조사연구사업, 시스템 구축운영 사업, 소비자식품안전신고 안내/상담/접수 등 지원 업무 추가
- 2017년 6월 통합식품안전정보망 구축·운영 기관 지정
- 2020년 6월 건강기능식품 이상사례 보고 접수 및 조사·분석 기관 지정
- 2020년 10월 수입식품통합정보시스템 운영 기관 지정
- 2024년 7월 직접구매 해외식품등 안전관리(검사·실태조사) 위탁 기관 지정

## 조직

### 기획정책본부
- 식품안전정보교육홍보TF

#### 기획경영실
- 전략기획부
- 경영지원부
- 인재소통부

#### 식품안전정보분석실
- 글로벌정보부
- 1399신고분석부
- 건강기능식품이상사례정보부

#### 정책연구실
- 연구기획부

### 정보화본부

#### 통합식품정보화실
- 정보서비스부
- 통합정보시스템부
- 푸드QR시스템부

#### 식품이력제도운영실
- 제도운영부
- 현장지원부

#### 수입식품정보화실
- 수입식품시스템부
- 직구식품데이터부

## 같이 보기
- 한국식품위생검사기관협회